# Leksands kommun
Leksands kommun (uttal (fil)) är en kommun i Dalarnas län. Centralort är Leksand. 
De högre delarna av landskapet  är täckta av skogklädda moräner. Finkorniga sediment, ibland kalkhaltiga, har avsatts längs Österdalälvens dalgång, särskilt runt Siljansnäs och Österviken i Siljan, vilket utgör det primära odlingslandskapet. Den imponerande rullstensåsen Badelundaåsen, är täckt av finkorniga sediment. 
Det finns cirka 1 000 företag, varav de flesta är småföretag. De största privata arbetsgivarna är: Clas Ohlson AB, Tomoku-hus och Leksandsbröd. 
Sedan kommunen bildades 1971 och fram till mitten av 1990-talet ökade befolkningen. Därefter har folkmängden varit stabil utan större variationer.
Socialdemokraterna och Centerpartiet har genom åren tävlat om att vara kommunens största parti.

## Administrativ historik
Kommunens område motsvarar socknarna: Leksand, Siljansnäs (från 1875) och Ål. I dessa socknar bildades vid kommunreformen 1862 landskommuner med motsvarande namn, dock bildades Siljansnäs landskommun 1875 genom en utbrytning ur Leksands landskommun.
Leksandsnorets municipalsamhälle inrättades 11 november 1904 och upplöstes vid årsskiftet 1966/1967.
Kommunreformen 1952 påverkade inte indelningarna i området.
Leksands kommun bildades vid kommunreformen 1971 genom en ombildning av Leksands landskommun. 1974 införlivades Ål och Siljansnäs kommuner.
Den 1 januari 1990 överfördes ett område med 6 personer från Leksands kommun och Åls församling till Falu kommun och Bjursås församling.
Kommunen ingick sedan bildandet till 1 september 2001 i Leksands domsaga och ingår sen dess i Mora domsaga.

## Geografi
Kommunen ligger vid sjön Siljan. Genom kommunen flyter Österdalälven som mynnar ut i Östersjön.

### Topografi och hydrografi
I Leksands kommun domineras berggrunden främst av granit. Skogklädda moräner täcker de högre delarna av landskapet över den högsta kustlinjen. Finkorniga sediment, ibland kalkhaltiga, har avsatts längs Österdalälvens dalgång, särskilt runt Siljansnäs och Österviken i Siljan, vilket idag utgör det primära odlingslandskapet.
Den imponerande rullstensåsen Badelundaåsen, som följs till stor del av Österdalälven, är till stor del täckt av finkorniga sediment. I området kring Ålsheden formar den ett isälvsdelta, som delvis sträcker sig över sedimentslätten.

### Naturskydd
I Leksands kommun finns en samling på 33 naturreservat, varav 15 är beslutade på kommunal nivå. Dessa områden sträcker sig i storlek från det största på 300 hektar till det minsta som mäter 0,5 hektar.
Som exempel kan nämnas Klibergs naturreservat som sträcker sig över 3 hektar och utgörs av barrskogen som klättrar uppför Klibergstoppen och den branta branten med rasmarker åt öster. Det är särskilt den branta östsidan som ger området dess karaktär, med en hisnande utsikt över skogslandskapet och Siljan och Siljansnäs bortom. Även om barrskogen dominerar finns det inslag av lövträd längs branten med rasmarker. Skogen har förblivit orörd under lång tid, vilket skapar gynnsamma förhållanden för en mångfald av arter såsom lavar, mossor och vedsvampar att frodas. Denna biologiska mångfald skapar också en gynnsam livsmiljö för fåglar som hackspettar.

### Administrativ indelning
Fram till 2016 var kommunen för befolkningsrapportering indelad i fyra församlingar: Djura församling, Leksands församling, Siljansnäs församling och Åls församling.

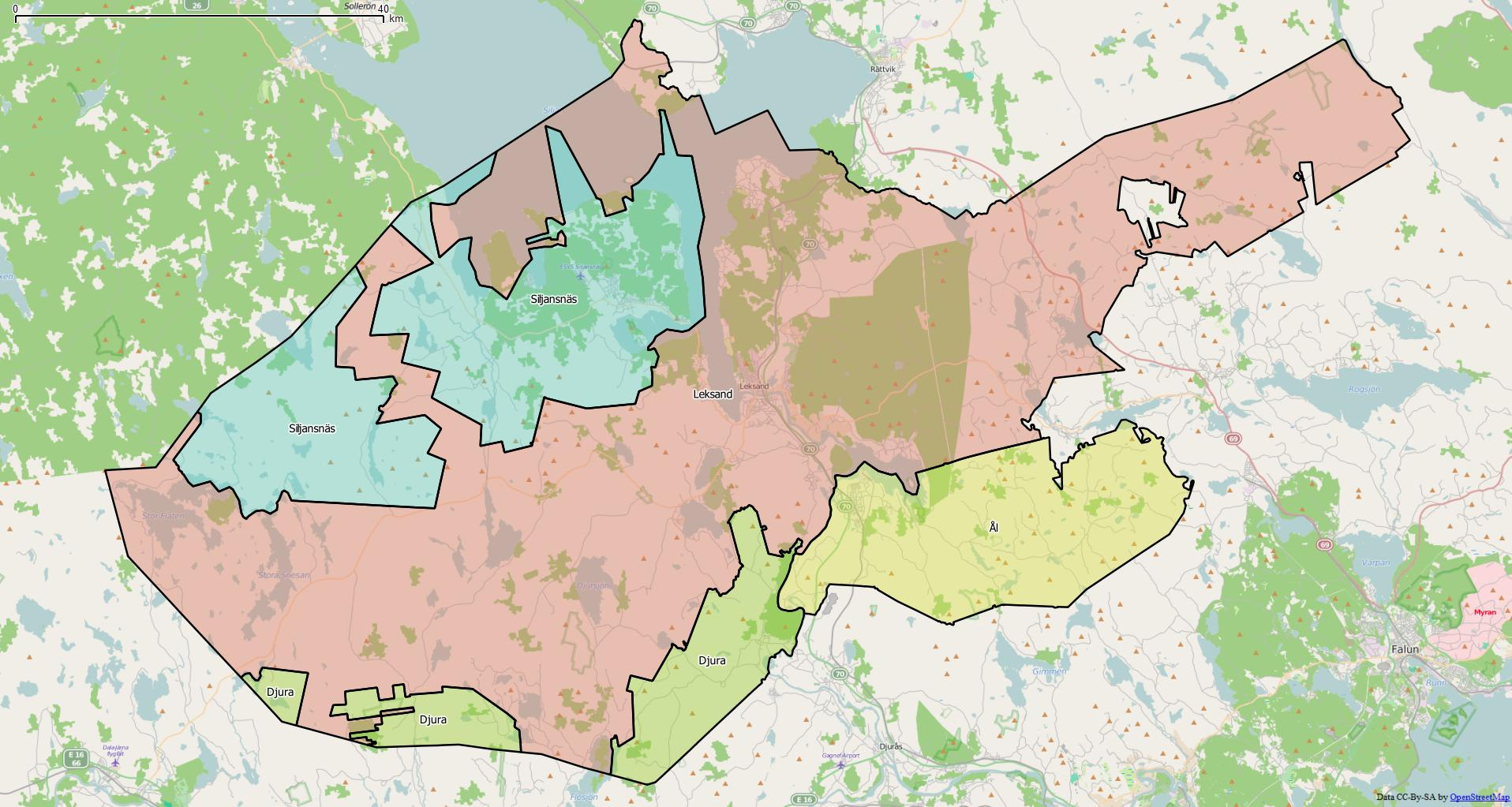
Distrikt inom Leksands kommun

Från 2016 indelas kommunen i fyra distrikt:Djura, Leksand, Siljansnäs och Ål.

### Tätorter
Vid tätortsavgränsningen av Statistiska centralbyrån den 31 december 2015 fanns det nio tätorter i Leksands kommun.
| Nr | Tätort       | Befolkning 2015 | Befolkning 2017 | Befolkning 2020 | Befolkning 2023 | Förändring 2015–2023 |
| -- | ------------ | --------------- | --------------- | --------------- | --------------- | -------------------- |
| 1  | Leksand      | 6 107           | 6 265           | 6 402           | 6505            | +398                 |
| 2  | Insjön       | 2 141           | 2 152           | 2 086           | 2110            | -31                  |
| 3  | Siljansnäs   | 1 271           | 1 294           | 1 293           | 1207            | -64                  |
| 4  | Tällberg     | 875             | 883             | 867             | 933             | +58                  |
| 5  | Häradsbygden | 696             | 693             | 694             | 713             | +17                  |
| 6  | Västanvik    | 472             | 486             | 513             | 516             | +44                  |
| 7  | Djura        | 387             | 388             | 384             | 382             | -5                   |
| 8  | Hjortnäs     | 259             | 278             | 284             | 341             | +82                  |
| 9  | Alvik        | 304             | 301             | 310             | 315             | +11                  |

Centralorten är i fet stil.
Källa:

## Styre och politik

### Styre
Mandatperioden 2010–2014 styrdes kommunen av Alliansen vilka samlade 30 av 49 mandat i kommunfullmäktige. Alliansen stannade kvar vid makten även efter valet 2014, men saknade egen majoritet. Koalitionen behöll makten även mandatperioden 2018–2022. 
Valet 2022 ledde till delvis maktskifte där ett minoritetsstyre bildades av Moderaterna, Socialdemokraterna, Liberalerna och Centerpartiet.

### Kommunfullmäktige

#### Presidium
| Presidium 2022–2026    | Presidium 2022–2026 | Presidium 2022–2026 |
| ---------------------- | ------------------- | ------------------- |
| Ordförande             | M                   | Mats Stenmark       |
| Förste vice ordförande | ByP                 | Robin Malm          |
| Andre vice ordförande  | S                   | Ingrid Rönnblad     |

#### Mandatfördelning 1970–2022
| 14 | 11 | 6 |  | 3 |

| 28 | 7 |

| 18 | 19 | 5 | 2 | 5 |

| 40 | 9 |

| 18 | 19 | 5 | 2 | 5 |

| 32 | 17 |

| 19 | 17 | 4 | 2 | 7 |

| 33 | 16 |

| 18 |  | 17 | 2 | 3 | 8 |

| 34 | 15 |

|  | 15 |  | 19 | 4 | 3 | 6 |

| 32 | 17 |

|  | 15 | 3 | 19 | 3 | 4 | 4 |

| 31 | 18 |

| 2 | 13 | 2 | 2 | 15 | 4 | 5 | 6 |

| 30 | 19 |

| 3 | 15 | 3 |  | 17 | 2 | 3 | 5 |

| 28 | 21 |

| 5 | 10 | 2 | 2 | 19 |  | 5 | 5 |

| 26 | 23 |

| 5 | 10 |  | 2 | 19 | 3 | 5 | 4 |

| 28 | 21 |

| 3 | 12 | 2 | 15 | 3 | 7 | 7 |

| 24 | 25 |

| 2 | 11 | 3 |  | 2 | 11 | 2 | 8 | 9 |

| 25 | 24 |

| 3 | 12 | 3 | 3 | 4 | 11 |  | 6 | 6 |

| 22 | 27 |

| 4 | 10 | 4 | 3 | 15 |  | 4 | 8 |

| 24 | 25 |

| 5 | 8 |  | 4 | 8 | 5 |  | 3 | 6 |

| 23 | 18 |

### Nämnder
I kommunen finns ett antal byaråd med en samordnande funktion vilka är geografiskt fördelade och fungerar som intresseföreningar med valda ledamöter från föreningar och företag i respektive område.

#### Kommunstyrelse
Under kommunstyrelsen finns fyra utskott: Allmänna, Lärande och stöd, Samhällsbyggnad samt Vård och omsorg.
| Presidium 2022–2026    | Presidium 2022–2026 | Presidium 2022–2026 |
| ---------------------- | ------------------- | ------------------- |
| Ordförande             | M                   | Sebastian Larsson   |
| Förste vice ordförande | S                   | Viktor Zakrisson    |
| Andre vice ordförande  | ByP                 | Johan Fändriks      |

#### Övriga nämnder
| Nämnd               | Ordförande | Ordförande        | Vice ordförande | Vice ordförande  | Andre vice ordförande | Andre vice ordförande |
| ------------------- | ---------- | ----------------- | --------------- | ---------------- | --------------------- | --------------------- |
| Individnämnden      | C          | Karin Mikkonen    | S               | Lars Halvarson   |                       |                       |
| Jävsnämnden         | ByP        | Rebecca Karlsson  | C               | Roger Arvidsson  |                       |                       |
| Krisledningsnämnden | M          | Sebastian Larsson | S               | Viktor Zakrisson | ByP                   | Johan Fändriks        |
| Valnämnden          | C          | Fredrik Andersson | ByP             | Jonny Wikström   |                       |                       |

### Vänorter
Leksand har sju vänorter:
- Aurora, Kanada
- Brainerd, Minnesota, USA
- Hørsholm, Danmark
- Karksi-Nuia, Estland
- Lillehammer, Norge
- Oulais, Finland
- Tobetsu, Japan

Dessutom finns ett samarbete mellan Leksands gymnasium och Soroti Secondary School i Uganda. Samarbetet har pågått sedan år 2002 och innebär bland annat att elever från Samhällsprogrammet i Leksand kan göra sina projektarbeten mot Uganda och får även möjligheten att göra en studieresa under sista året av utbildningen.

## Ekonomi och infrastruktur

### Näringsliv

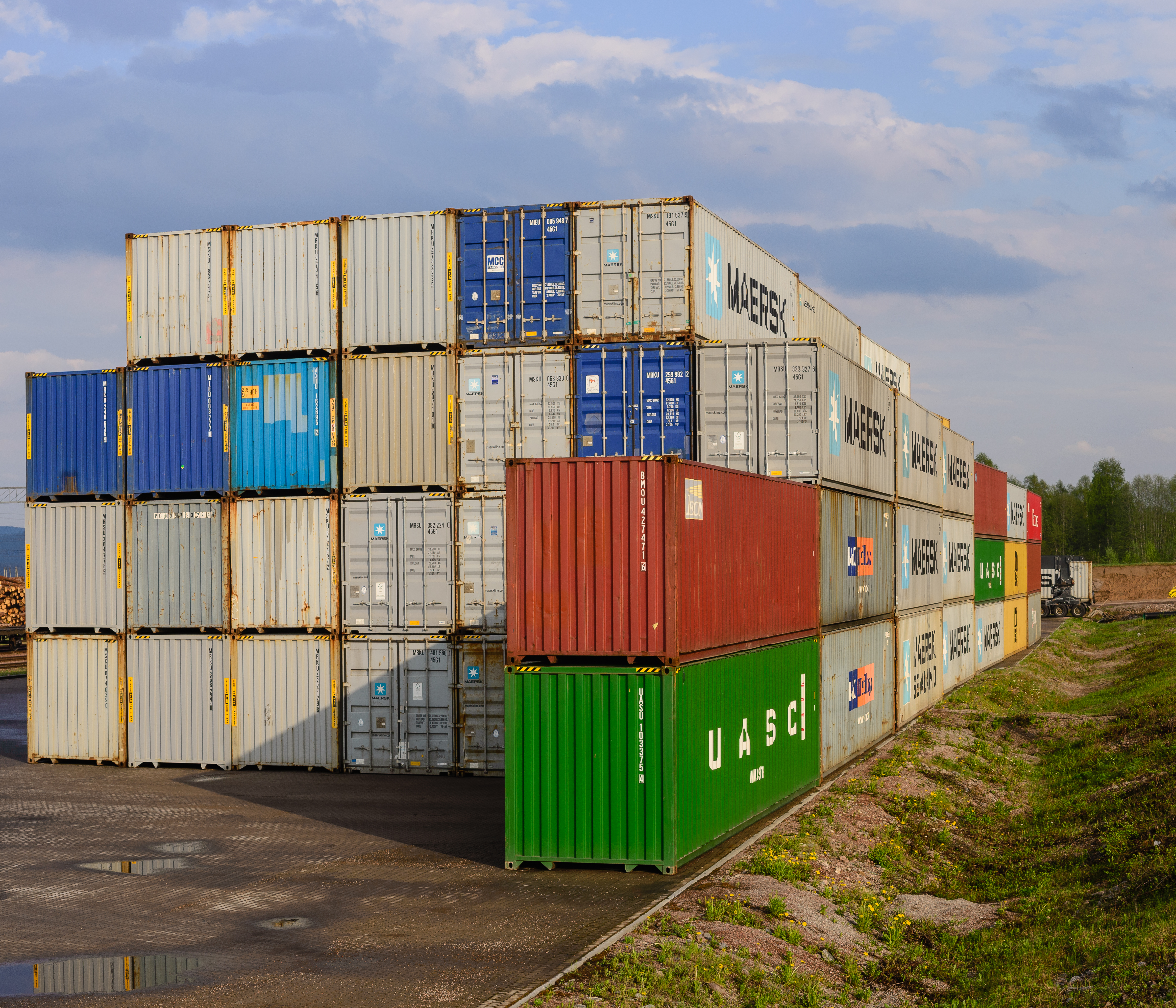
Containerterminal i Insjön som används för bland annat import av varor till Clas Ohlson och export av träprodukter.

Leksands kommun har enligt Svenskt Näringsliv Dalarnas bästa företagsklimat och 28:e bästa i landet. Det finns ca 1000 företag varav de flesta är småföretag. De största privata arbetsgivarna är:
- Clas Ohlson AB
- Tomoku-hus
- Leksandsbröd
- Ejendals

Kommunen har även ett välutvecklat samarbete med Tobetsu i Japan som cirka 400 arbetstillfällen är relaterade till.

### Infrastruktur

#### Transporter

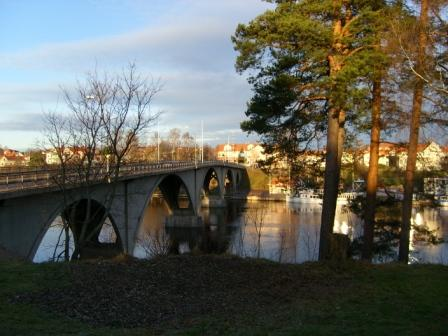
Leksandsbron över Österdalälven.

Leksand ligger vid riksväg 70 som förbinder Leksand norrut och söderut. Det finns tre järnvägsstationer i kommunen, en i centralorten Leksand, en i Insjön och en i Tällberg. Från Leksand går dagligen flera direkttåg och tåg med anslutning till bland annat Stockholm, Mora, Borlänge, Falun, Örebro och Gävle. Restid från Leksand till Stockholm är ca 3 timmar. Det går även expressbussar dagligen till Stockholm och Uppsala.

#### Utbildning
Kommunen har sju kommunala grundskolor placerade i Leksand, Insjön, Siljansnäs, Tällberg, Ullvi, Djura och Gärde. Utöver de kommunala finns det även två fristående grundskolor, s.k. friskolor, profilskolan Excel och Banérskolan.  
Leksands gymnasium tar även in elever från Gagnefs kommun, som inte har ett eget gymnasium, och till vissa program elever från Rättviks kommun. I anslutning till gymnasiet finns en kommunal musikskola.
Högskolan Dalarna har en filial i Leksand med cirka 300 studenter.
I kommunen finns även ett antal folkhögskolor. Bland annat finns Västanviks folkhögskola med inriktning på teckenspråk och döva personer, samt Leksands Folkhögskola med inriktning på hantverk, form och design samt personlig utveckling. 
Jofa Hockeyskola har sommarkurser för ungdomar från hela landet.

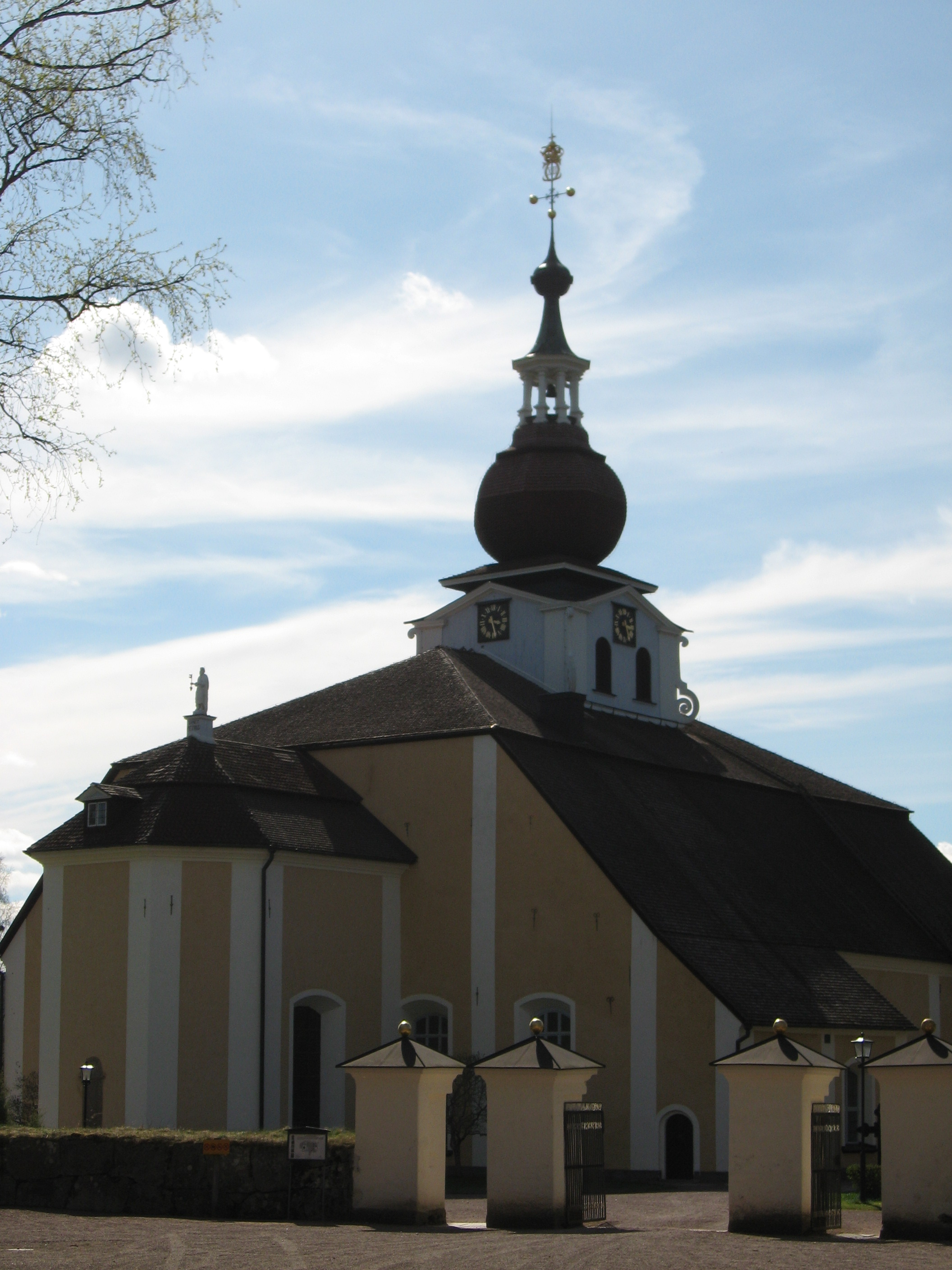
Leksands kyrka, 2007.

## Befolkning

### Demografi

#### Befolkningsutveckling
| Befolkningsutvecklingen i Leksands kommun 1970–2024 | Befolkningsutvecklingen i Leksands kommun 1970–2024 | Befolkningsutvecklingen i Leksands kommun 1970–2024 | Befolkningsutvecklingen i Leksands kommun 1970–2024 | Befolkningsutvecklingen i Leksands kommun 1970–2024 |
| --- | --------------------------------------------------- | --------------------------------------------------- | --------------------------------------------------- | --------------------------------------------------- |
| |                                                     |                                                     |                                                     |                                                     |
| År |                                                     |                                                     | Folkmängd                                           |                                                     |
| 1970 | 1970                                                |                                                     | 12 347                                              |                                                     |
| 1975 | 1975                                                |                                                     | 12 761                                              |                                                     |
| 1980 | 1980                                                |                                                     | 13 572                                              |                                                     |
| 1985 | 1985                                                |                                                     | 13 930                                              |                                                     |
| 1990 | 1990                                                |                                                     | 14 805                                              |                                                     |
| 1995 | 1995                                                |                                                     | 15 440                                              |                                                     |
| 2000 | 2000                                                |                                                     | 15 240                                              |                                                     |
| 2005 | 2005                                                |                                                     | 15 440                                              |                                                     |
| 2010 | 2010                                                |                                                     | 15 289                                              |                                                     |
| 2015 | 2015                                                |                                                     | 15 326                                              |                                                     |
| 2020 | 2020                                                |                                                     | 15 801                                              |                                                     |
| 2024 | 2024                                                |                                                     | 16 137                                              |                                                     |
| Anm: Uppgifterna avser förhållandena den 31 december enligt den kommunala indelningen den 1 januari året efter. Kommunerna Ål och Siljansnäs folkmängd ingår 1970. |                                                     |                                                     |                                                     |                                                     |

## Kultur

### Kulturarv
I Leksand finns kulturhus med tillhörande bibliotek, kommunal kulturskola, konstmuseum och hembygdsgård. Det finns också ett aktivt spelmanslag. I Leksand finns också Leksands kyrka, en av landets största landsbygdskyrkor med en unik lökkupol. På tillhörande kyrkogård ligger bl.a. Gustaf Ankarcrona, Hugo Alfvén, Lille Bror Söderlundh och Rune Lindström begravda. Bredvid kyrkan ligger sommarhuset Hildasholm som lät byggas av Axel Munthe. I Leksand finns också Karlfeldtsgården Sångs, där Erik Axel Karlfeldt bodde om somrarna.

### Kommunvapen
Blasonering: I fält av guld en svart nyckel.
Leksands kyrka var ursprungligen vigd åt S:t Peter (Petrus) och hans attribut var en nyckel, därav kommunvapnet vilket härstammar från ett sockensigill från 1625. Vapnet fastställdes som vapen för Leksands församling (och för landskommunen) år 1950. 1974 slogs Leksand ihop med Siljansnäs och Ål. Alla de tidigare kommunerna hade haft heraldiska vapen, men den namngivande enhetens vapen registrerades hos PRV för Leksands kommun år 1974.
En träskulptur föreställande S:t Peter med nyckeln i hand pryder mycket riktigt gaveländan över koret på Leksands kyrka. Det ursprungliga sockensigillet har texten: "SIGILLVM - LIXANDENSE 1625". 

Siljansnäs landskommun (1949–1970) Siljansnäs kommun (1971–1973)
Åls landskommun (1948–1970) Åls kommun (1971–1973)